# 張鼓峰事件
座標: 北緯42度26分09秒 東経130度36分40秒 / 北緯42.435905度 東経130.611005度
張鼓峰事件（ちょうこほうじけん、ジャングーファンじけん）は、1938年（昭和13年、康徳5年）の7月29日から8月11日にかけて、満洲国東南端の琿春市にある張鼓峰で発生したソビエト連邦との国境紛争である。実質的には日本軍とソ連軍の戦闘であった。なお、ソ連側はハサン湖事件と呼んだ。

## 背景
20世紀前半の大部分の期間、ソビエト連邦（ロシア）と、満洲国および大日本帝国の間には、現在の中国東北部で接する国境を巡って高い緊張状態があった。中国東北部（満洲）には、満洲と極東ロシアを結ぶ東清鉄道という鉄道があり、そこから南に伸びる支線が南満洲鉄道である。
南満洲鉄道は、日露戦争、そしてそれに続く日中戦争へとつながっていく幾つかの事件、そして日ソ国境紛争の原因の一つであり、またその舞台にもなった鉄道である。1929年の中ソ紛争、1931年の日中間の満洲事変などがあった。張鼓峰事件は、このような歴史的経緯から互いに不信感を抱く日本とソ連という二つの強国が戦った戦闘である。

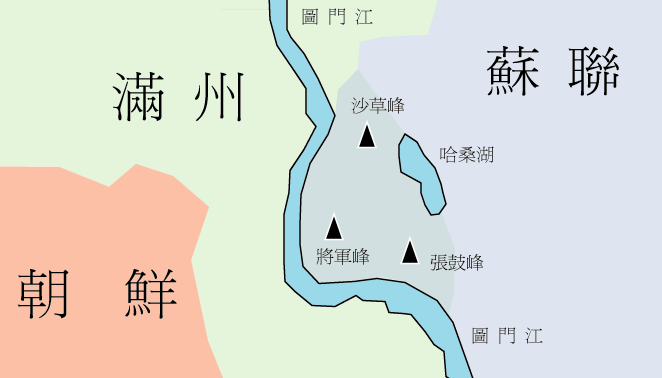
張鼓峰地図

張鼓峰は満洲国領が大日本帝国朝鮮とソ連領の間に食い込んだ部分にある標高150メートルの丘陵の稜線上に位置した。西方の豆満江と東方のハサン湖とに挟まれた地形だった。
当時、この付近の国境線について、ソ連側と満洲国・日本側の間に認識の相違があった。ソ連側はロシア帝国と清の間で結ばれた北京条約（およびその後の補助的な国境に関する合意）に基づき、国境線は張鼓峰頂上を通過していると考えていた。一方、日本側は張鼓峰頂上一帯は満洲領であるとの見解を持っており、ソ連側は国境線を曲解しており、国境線の標識は改竄されたものだと考えていた。いずれにしても、この方面の防衛を担当していた朝鮮軍第19師団は国境不確定地帯として張鼓峰頂上に兵力を配置していなかった。
国境の曖昧だった地帯は、長年スパイ戦に使われていた。

## 戦闘の経過

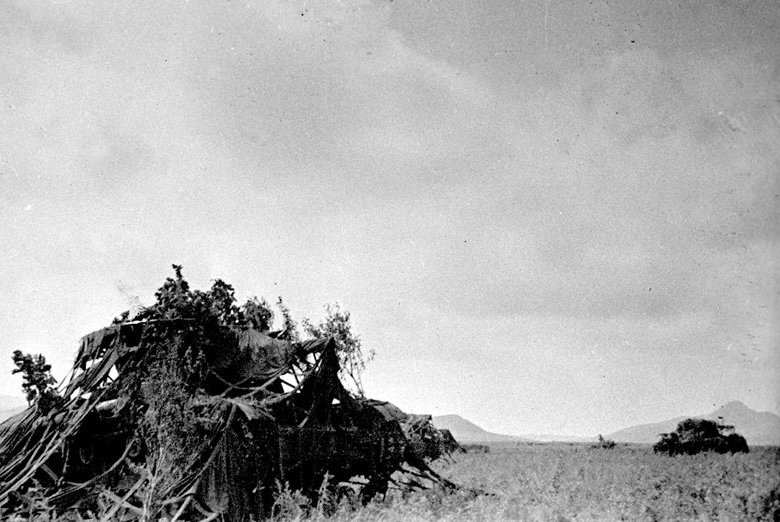
擬装して進撃するソ連軍戦車隊

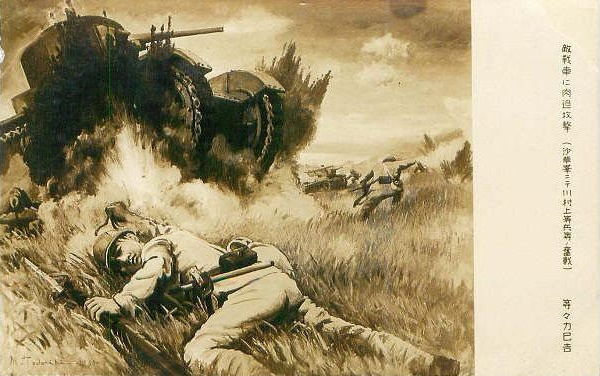
ソ連軍戦車に肉迫攻撃する川村上等兵等（沙草峯）

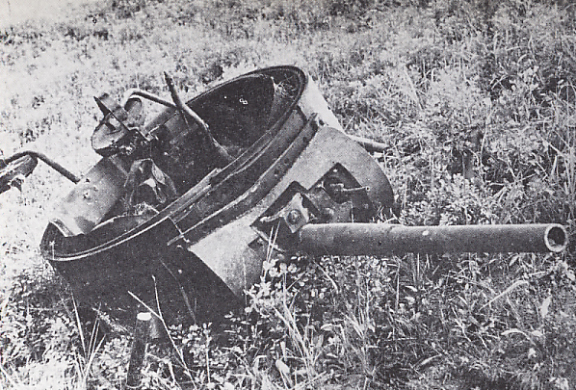
撃破されたソ連軍戦車

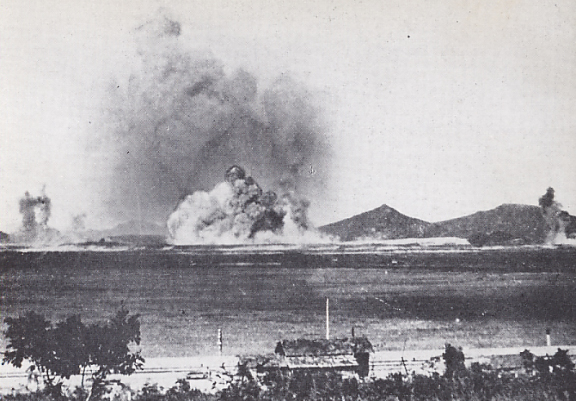
ソ連軍機による張鼓峰爆撃

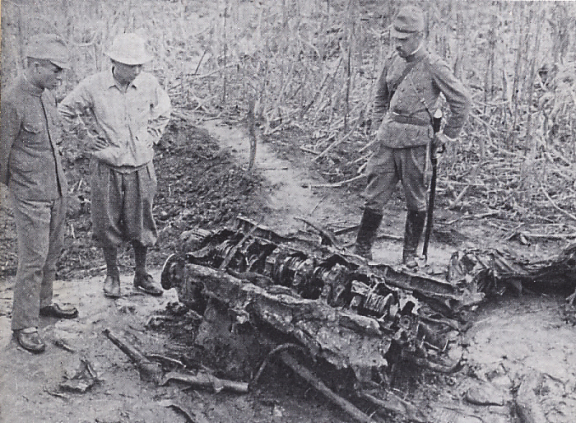
朝鮮上空で撃墜されたソ連軍機

1938年7月、張鼓峰頂上にソ連兵が進軍し、兵力は次第に増強された。
ソ連軍（ソビエト軍）がこの時期に大攻勢に出た背景についてはっきりした結論は得られていないが、現在、有力な説として、事件の1か月前、ゲンリフ・リュシコフが満洲国に亡命したことの副産物だったのではないか、といわれている。ソ連の内務人民委員部 (NKVD) 所管下の国境警備隊が名誉挽回をめざした、というのである。
1938年7月6日、ポシェト地域のソ連軍司令官からハバロフスクのソ連軍司令部に送られた電文を日本の関東軍が傍受して解読した。その電文は、朝鮮の港湾都市羅津、そして朝鮮と満洲を結ぶ戦略的に重要な鉄道を見渡せる高地を占領することはソビエトにとって有利であろうということを理由として、未だ誰も占領していないハサン湖の西側の高地、特に係争中の張鼓峰の高地をソ連兵が確保することを助言していた。
7月12日、ソビエト国境警備隊の小部隊がハサン湖の西側高地の領域に入り、山に砲床、観測壕、鉄条網、通信施設などを建設するなど、築城をはじめた。13日、これを監視中の松島伍長を不法に殺害した。
その地域の防衛を割り当てられていた日本の朝鮮軍は当初はソビエト軍の前進を無視していた。しかし、管轄地域が張鼓峰で重なっている関東軍は、ソビエト軍の企図に疑惑があるとして、もっと対応するよう朝鮮軍を後押しした。これを受けて朝鮮軍はこの件を東京に知らせ、ソ連に対して正式に抗議するよう助言した。
日本政府は7月15日、モスクワ駐在の日本の西代理大使を通じて、ハサン湖西方の沙草峰（ロシア名: сопка Безымянная, ベジミャナヤ) および張鼓峰(ロシア名: сопка Заозёрная, ザオジョルナヤ)はソビエトと朝鮮の間の国境地帯であるとして、これらの地域からソビエト国境警備隊を退去させるようソ連政府に要求した。満洲国も14日に同様の抗議をおこなった。しかしソ連側は、現地はソ連領であるとして譲らず、外交交渉は物別れに終わった。現地では、18日、軍使をもって、煙秋警備司令官に撤兵を要求したが、なんら回答はなかった。
ソ連軍は29日、張鼓峰北方の沙草峰にも越境し、陣地を構築しようとして日本守備隊に撃退された。
30日夜半から31日にかけて、張鼓峰および沙草峰付近に大挙してソ連軍が来襲してきたが、これに対して日本側守備隊は反撃を加え被占領地を奪回して満洲国領土を回復した。しかし、ソ連側はさらに兵力を増強し、執拗に侵攻を企て、朝鮮の古城、甑山などを砲撃した。
7月31日、ソビエト連邦陸海軍人民委員クリメント・ヴォロシーロフは第1沿岸軍に戦闘準備を下令し、併せて太平洋艦隊にも動員令を発した。
日本の第19師団はいくらかの満洲国軍部隊とともに、グリゴリー・シュテルン指揮下のソビエト第39狙撃軍団（最終的には第32、第39、第40狙撃師団、第2独立機械化旅団）と相対した。この時の日本側の指揮官の一人が、歩兵第75連隊長の佐藤幸徳大佐であった。佐藤の部隊は夜襲で丘にいるソビエト部隊を撃退した。ここで実施された夜襲戦法は日本軍が敵陣地を襲う際のモデルケースとなったものである。
また、張鼓峰事件の間に日本側は軽戦車と中戦車を組織して前線を攻撃したが、即座にソビエト軍の戦車と砲兵の反撃を受けたという報告もある。1933年には日本は臨時装甲列車を設計・製造していた。これが満洲の第二装甲列車隊に配備されており、張鼓峰事件にも参加して、戦場に数千の兵を輸送した。
8月1日からはソビエト軍航空隊も出動し、日本側の第一線に爆撃を行い、さらに編隊を組んで朝鮮の洪儀、慶興、甑山、古城などを爆撃した。これに対して、日本側はソ連軍の猛攻に損害を受けつつも奮戦し、なんとか国境線を確保した。結果的にはソ連軍も大きな損害を被ることとなった。8月2日、ソビエト側の極東戦線司令官ヴァシーリー・ブリュヘルが前線に到着した。彼の指揮の下で増援部隊が紛争地域に送り込まれ、8月6日になってソ連軍大部隊は張鼓峰頂上付近に総攻撃を開始した。その北方の沙草峰でもソ連軍が攻勢を仕掛け、両高地をめぐって激しい争奪戦が展開された。一連の戦闘で日本軍は高地を維持しているも、大きな打撃を受け、停戦交渉を求めた。
8月10日、日本の駐ソ公使重光葵が停戦を申し入れ、マクシム・リトヴィノフの会談によって8月11日になってモスクワで停戦が合意され、交戦状態は8月11日に終了した。その結果、第19師団が両高地頂上を死守していた状態での停戦が決まった。

## 停戦
停戦合意における協定は次の通りである。

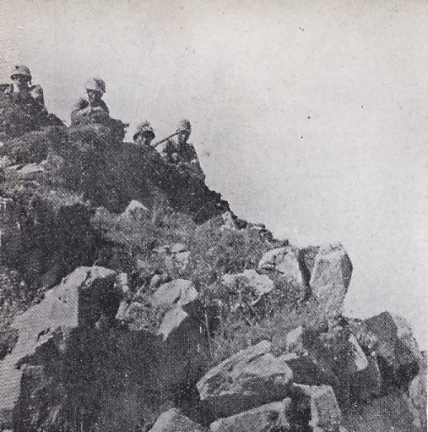
張鼓峰を守備する日本軍将兵

- ソ連沿海州時間（UTC+10）11日正午、双方戦闘行為を中止する
- 日ソ両軍は、ソ連沿海州時間11日午前零時現在の線を維持する
- 実行方法は現地における双方軍隊代表者間において協議する。

現地では、11日午後8時ごろ、日本軍代表・歩兵第74連隊長長勇大佐がソ連極東軍参謀長シュテルン大将と張鼓峰方面のソ連軍陣地内において会見し、停戦が実現した。翌12日の午後9時30分、文書をもって次のような現地協定覚書を交換した。
- 張鼓峰稜線北部における現状につき、さしあたり両国政府に報告すること。
- 日ソ両軍指揮官は、軍事行動停止に関し、両国政府の決定により、今後張鼓峰付近においてはいかなる事件も発せざるため、万全の処置を取ることを保証す。
- 1938年8月12日午後8時より、日ソ両軍は張鼓峰稜線北部において、日ソ両軍主力を稜線より80m以上の線に後退せしむべし。

現地調査の結果、ソ連軍は日本軍が張鼓峰頂上を確保していることを確認し、協定通り双方部隊の後退を完了した。これをもって戦闘状態は終熄した。

## 結果と影響

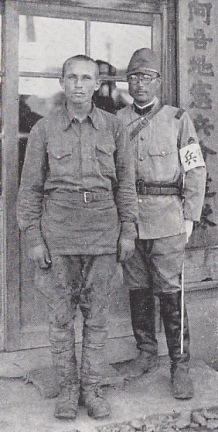
捕虜となったソビエト兵と日本憲兵

この激しい紛争で日本側は戦死526名、負傷者914名の損害を出した。この事件は、第一次世界大戦の激戦をほとんど経験しなかった日本にとって、日露戦争後では初めての欧米列強との本格的な戦闘であった。日本軍は日露戦争とシベリア出兵の経験から、ロシアの軍隊を過小評価していたが、この紛争で高度に機械化された赤軍の実力を痛感する結果となった。しかし、当時支那事変（日中戦争）の真っ只中であった日本陸軍にとっては、中国国民党軍が主敵であったため、あまり積極的に機械化を進めようとしなかった。そのため、後のノモンハン事件、太平洋戦争（大東亜戦争）に於いて、機械化が進んだ欧米列強に苦戦を強いられることとなった。
ブリュヘルは、国境紛争の拡大に反対の立場をとり、当初、自国国境警備隊による国境侵犯の事実を確かめ、責任者の処罰を要求していた。そのため、戦闘が本格化してもソ連側の兵力集中ははかどらず、スターリンの怒りを買って粛清された。
なお、この戦闘に加わった歩兵第75連隊の連隊長はインパール作戦での抗命で知られる佐藤幸徳大佐であった。他にも歩兵第74連隊の連隊長は沖縄戦での第32軍参謀長で知られる長勇大佐であり、山砲兵第25連隊の連隊長は東京裁判での検事側の証人で知られる田中隆吉大佐であった。

## 損害
従来機密指定されていたソ連軍の文書が公開されたことで、従来のソ連側の損害が過小に報告されていたことが明らかになっている
。ソ連側の規模は、将校が1636人、下士官が3442人、兵士が17,872人で合計22,950人だった。日本側の損害は、戦死・行方不明が約500人、戦傷・戦病が約900人だった。ソ連側の損害は、戦死・行方不明が792人、戦傷・戦病が3279人だった。このことをソ連軍は将校の死者数が全体の18%と特筆して多いと指摘されている。

## ギャラリー
- 張鼓峰事件記念館全景
- 張鼓峰事件発生地の石碑
- 張鼓峰事件記念館の展示物
- 張鼓峰事件記念館内部の展示物
- 張鼓峰事件の慰霊碑
- 張鼓峰事件紹介
- 工事中の背面の山が張鼓峰
- 当時からある西村式手動ポンプ
- ハサン湖に臨む張鼓峰事件の記念碑